# Brockton (Massachusetts)
Brockton - miasto w hrabstwie Plymouth, Massachusetts, Stany Zjednoczone; populacja wynosi 95 708 w 2019 r. Wraz z Plymouth jest to jedna z dwóch siedzib hrabstwa Plymouth. Jest to siódme co do wielkości miasto w Massachusetts i jest czasami określane jako „Miasto Mistrzów”, ze względu na sukces rodzimych bokserów Rocky'ego Marciano i Marvina Haglera, a także udane programy sportowe Brockton High School. Dwie wioski w jego obrębie to Montello i Campello, z których obie mają stacje kolei podmiejskiej MBTA i urzędy pocztowe. Campello to najmniejsza dzielnica, ale też najbardziej zaludniona. Brockton jest gospodarzem drużyny baseballowej Brockton Rox. Jest to drugie najbardziej wietrzne miasto w Stanach Zjednoczonych, ze średnią prędkością wiatru 14,3 mil na godzinę.

## Historia
W 1649 roku Ousamequin (Massasoit) sprzedał okoliczną ziemię, znaną wówczas jako Saughtucket, Mylesowi Standishowi jako dodatek do Duxbury. Brockton było częścią tego obszaru, który Anglicy przemianowali na Bridgewater, aż do 1821 roku, kiedy to stało się miastem North Bridgewater. Jego nazwa zmieniła się w 1874 roku, po kontrowersyjnym procesie ostatecznie zdecydował się na nazwanie go imieniem Isaaca Brocka (pierwszego brytyjskiego dowódcy generała w Queenston Heights, gdzie najeżdżające wojska amerykańskie poniosły klęskę w 1812 roku), po tym, jak lokalny kupiec dowiedział się o Brockville w Ontario, na wycieczkę do wodospadu Niagara. Brockton stało się miastem 9 kwietnia 1881 r. Podczas wojny secesyjnej Brockton był największym producentem obuwia w Ameryce, a do drugiej połowy XX wieku Brockton miał duży przemysł obuwniczy i wyrobów skórzanych.

## Gospodarka
Od założenia firmy w 1898 r. Brockton jest główną siedzibą sprzedawcy artykułów biurowych W.B. Firma Mason została założona w celu zapewnienia dostaw dla miejskiego przemysłu obuwniczego. Ponadto w mieście rozwinął się przemysł odzieżowy, elektroniczny oraz poligraficzny.

## Geografia
Według United States Census Bureau, łączna powierzchnia miasta wynosi 56 kilometrów kwadratowych, z czego 56 kilometrów kwadratowych to ląd, a 0,26 kilometrów kwadratowych (0,56%) to woda. Brockton jest 162. co do wielkości miastem we Commonwealth i dwunastym co do wielkości z dwudziestu siedmiu miast w hrabstwie Plymouth. Brockton graniczy z Stoughton na północnym zachodzie, Avon na północy, Holbrook na północnym wschodzie, Abington na północnym wschodzie, Whitman i East Bridgewater na południowym wschodzie, West Bridgewater na południu i Easton na zachodzie. Brockton jest około 40 kilometrów na południe od Bostonu i 48 kilometrów na północny wschód od Providence, Rhode Island.
Brockton to głównie miasto, leżące wzdłuż rzeki Salisbury Plain, która niegdyś zasilała wiele fabryk obuwia w mieście. Na północnym wschodzie leży Beaver Brook Conservation Land, dołączony do południowego krańca Parku Stanowego Ames Nowell w Abington. W całym mieście jest kilka parków, ale największy to D.W. Field Park, park inspirowany Olmstedem, który obejmuje stawy, jezioro Waldo i zbiornik Brockton w Avon, a także pole golfowe.

## Kultura

### Muzyka
Brockton jest domem dla Brockton Symphony Orchestra, lokalnej orkiestry założonej w 1948 roku. Orkiestra wykonuje pięć lub sześć koncertów w sezonie w lokalnych miejscach, takich jak West Middle School Auditorium w Brockton i Oliver Ames Auditorium w sąsiednim mieście Easton. Orkiestra składa się z 65 muzyków z aglomeracji Brockton, a jej dyrektorem muzycznym od 2007 roku jest James Orent, dyrygent gościnny Bostońska Orkiestra Symfoniczna i Boston Pops.

### Festiwale
- Letnia seria koncertów Brockton

- Festiwal Sztuki i Muzyki w Downtown Brockton - corocznie pod koniec sierpnia[8]

- Towerfest - Weekend Dnia Kolumba corocznie[9]
- Festiwal Grecki – trzeci tydzień września
- Coroczna Parada Weteranów
- Parada Świąteczna - corocznie pod koniec listopada
- Festiwal Zielonego Przylądka – ostatnia niedziela lipca[10]

## Sport
Brockton Rox z siedzibą na stadionie Campanelli gra w Futures Collegiate Baseball League (FCBL). Od 2003 do 2011 roku zespół był członkiem niezależnej profesjonalnej ligi Can-Am League, ale w 2012 roku zdecydował się dołączyć do amatorskiego FCBL. Gracze kolegialni w zespołach FCBL, którzy szukają większego doświadczenia i ekspozycji na skauting, mają możliwość bezpłatnego grania.

## Religia
- Parafia Matki Boskiej Ostrobramskiej